# Colwyn Bay
Colwyn Bay (velšsky Bae Colwyn) je největší město v hrabství Conwy na severu Walesu ve Spojeném království na pobřeží Irského moře.
V roce 2011 zde žilo 30 742 obyvatel.